# Goryczka wąskolistna

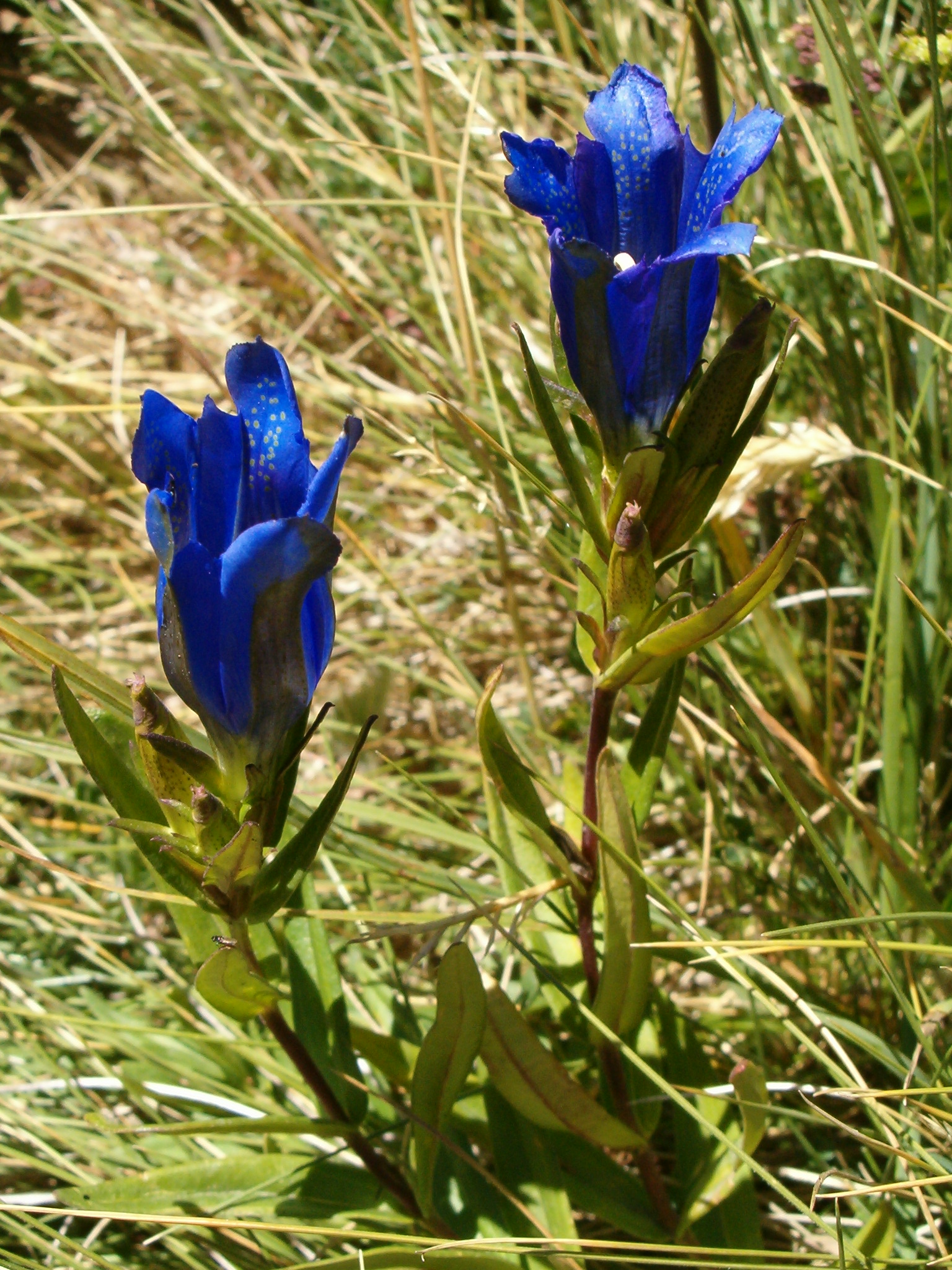
Liście i kwiaty

Goryczka wąskolistna (Gentiana pneumonanthe L.) – gatunek rośliny należący do rodziny goryczkowatych. 

## Rozmieszczenie geograficzne
Występuje w całej niemal Europie oraz na Kaukazie i części Syberii. W Polsce rozproszony na całym niżu, szczególnie w południowo-zachodniej i wschodniej części. Najliczniej występuje na przedpolu Karpat (Wyżyna Śląska i południowo-wschodnia część Kotliny Sandomierskiej). W Karpatach jest rzadki, głównym centrum występowania jest Beskid Wyspowy. Podano tutaj kilkadziesiąt jego stanowisk. Poza tym rejonem w Karpatach podano następujące stanowiska: na Pogórzu Wielickim, Józefów w Kotlinie Jasielsko-Krośnieńskiej, w okolicach Suchej Beskidzkiej, w kilku miejscach w Beskidzie Makowskim oraz w dolinie górnego Sanu w Bieszczadach. Na innych dawniej podawanych stanowiskach wyginął. Najwyżej położone stanowisko znajduje się na Przełęczy Suchej w Beskidzie Wyspowym (715 m n.p.m.). Na Słowacji występuje u podnóża Tatr. W polskich Tatrach nie rośnie. Status gatunku we florze Polski: gatunek rodzimy.

## Morfologia
ŁodygaZazwyczaj nierozgałęziona, czasami tylko rozgałęziona w górnej części. Osiąga wraz z kwiatami wysokość 10-80 cm. Ulistniona na całej wysokości. Pod ziemią występuje cienkie i rozgałęzione kłącze
LiścieDolne łuskowate, górne równowąskie, siedzące, parami zrośnięte u nasady Ustawione na łodydze skrętolegle, brzegi mają często podwinięte. Posiadają 1 wyraźny nerw (rzadko 3 lub 5), nerwacja siatkowa prawie niewidoczna.
KwiatyIntensywnie niebiesko-fioletowe, duże (do 5,5 cm), pojedyncze lub skupione po kilka w kątach wyższych liści. Korona szerokodzwonkowata, zrośnięta z 5 płatków. Kielich dzwonkowaty, o ząbkach tej samej długości co rurka, lub krótszych.
OwocTorebka. Nasiona drobne, o powierzchni pokrytej lamelkowatą siateczką.

## Biologia i ekologia
Bylina, hemikryptofit. Kwitnie od czerwca do września. Rozmnaża się przez nasiona, oraz wegetatywnie, przez kłącza. Siedlisko: wilgotne lub podmokłe łąki. W klasyfikacji zbiorowisk roślinnych gatunek charakterystyczny dla All.Molinion caeruleae. Roślina trująca: składniki chemiczne i działanie podobne jak u goryczki trojeściowej. Liczba chromosomów 2n = 26.
Jest rośliną żywicielską chronionego motyla modraszka alkona.

## Zagrożenia i ochrona
Roślina objęta jest ścisłą ochroną gatunkową. Informacje o stopniu zagrożenia na podstawie:
- Czerwonej listy roślin i grzybów Polski (2006, 2016)[12][13] – gatunek narażony (kategoria zagrożenia VU).

Głównym czynnikiem zmniejszania się liczby populacji i ilości występujących w nich osobników jest zmniejszanie się powierzchni siedlisk. Następuje to wskutek zaniechania tradycyjnych sposobów ich użytkowania (koszenia) oraz niekorzystnych zmian stosunków wodnych. Zaniechanie koszenia nieużytków powoduje rozwój wysokich bylin kępkowych i krzewów zagłuszających goryczkę wąskolistną. Prawdopodobną przyczyną jest także zmniejszenie się liczebności zapylającego ją motyla modraszka alkona. W Karpatach jedną z głównych przyczyn zaniku tego gatunku goryczki jest zabudowa jej siedlisk. 